# Lodi (California)
Lodi, fundada en 1906 es una ciudad ubicada en el condado de San Joaquín en el estado estadounidense de California. En el año 2008 tenía una población de 69,411 habitantes y una densidad poblacional de 1,781.2 personas por km².

## Geografía
Lodi se encuentra ubicada en las coordenadas 38°7′N 121°16′O / 38.117, -121.267. Según la Oficina del Censo, la ciudad tiene un área total de 32 km² (12,4 mi²), de la cual 31,7 km² (12,2 mi²) es tierra y 0 km² (0 mi²) (0.93%) es agua.

## Demografía
Según la Oficina del Censo en 2000 los ingresos medios por hogar en la localidad eran de $39,570, y los ingresos medios por familia eran $47,020. Los hombres tenían unos ingresos medios de $37,738 frente a los $27,073 para las mujeres. La renta per cápita para la localidad era de $18,719. Alrededor del 12.3% de la población estaban por debajo del umbral de pobreza.